# Spilosoma everetti
Lemyra everetti là một loài bướm đêm thuộc phân họ Arctiinae, họ Erebidae.